# Епископальная канцелярия (Оснабрюк)
Епископальная канцелярия (нем. Bischöfliche Kanzlei, первоначально нем. Fürstbischöfliche Kanzlei) — резиденция канцелярии князей-епископов и епископов Оснабрюкских. Здание, построенное в городе Оснабрюк в период с 1782 по 1785 год, является примером стиля классицизм; после секуляризации оно служило одним из корпусов для местной администрации, пока епархия не выкупила его в 1896 году. Канцелярия внесена в список архитектурных памятников.